# Recombinação da Biblioteca Retron
Em biologia molecular, a Recombinação da Biblioteca Retron (RLR)  é uma técnica genética que usa segmentos de DNA bacteriano chamados retrons que podem produzir fragmentos de DNA de fita simples. Esta técnica é semelhante à técnica CRISPR/Cas; no entanto, ele edita o gene por recombinação, em vez de executar o corte e troca, introduzindo um pedaço alternativo de DNA enquanto uma célula está replicando seu genoma, criando mutações genéticas de forma eficiente sem quebrar o DNA. A edição do genoma baseada em Retron ainda (2021) não funcionou em células de mamíferos.